# Passage Colbert
Le passage Colbert est une voie du 2e arrondissement de Paris, en France.

## Situation et accès
Le passage Colbert est situé dans le 2e arrondissement de Paris. Il débute au 6, rue des Petits-Champs et se termine sur la galerie Colbert.

## Origine du nom
Voisin de la rue Colbert, il porte le nom de Jean-Baptiste Colbert (1619-1683) ministre de Louis XIV et contrôleur général des finances.

## Historique
Il a été bâti en 1828, par MM. Adam et compagnie.

## Pour approfondir